# 奥勒·维尔纳
奥勒·维尔纳（德語：Ole Werner，1988年5月4日—）是德国前足球运动员及现任足球教练，自2021年11月起担任德乙俱乐部云达不来梅的主教练，并率队于2021-22赛季成功升入德甲。

## 履历
维尔纳早年曾辗转跟随福尔图娜韦尔湖、柏林赫塔和荷尔斯泰因基尔等俱乐部的青年队训练，继而又先后效力于荷尔斯泰因基尔和克罗普。在短暂的球员生涯结束后，维尔纳去了澳大利亚一年，成为一名园丁。回到德国后，他开始进修经济学。然而，在毕业之前，他决定重新返足球业。
2013-14赛季，维尔纳开始在老东家荷尔斯泰因基尔担任青训教练。至2014-15赛季，他成为了俱乐部二队主帅克里斯蒂安·里克斯的助理教练，该队当时正身处第五级的石勒苏益格-荷尔斯泰因足球联赛。2014年11月，维尔纳接替里克斯的职位，并率队在当季以第二名完赛、2015-16赛季也取得第三。2016年8月，当卡斯滕·内策尔被解雇后，维尔纳临时接任了正身处德丙联赛作赛的俱乐部一线队主帅，并率队赢下了对阵魏谢弗伦斯堡的石勒苏益格-荷尔斯泰因杯和对阵茨维考的德丙联赛。然后他回到二队，以第二名的成绩结束2016-17赛季。由于冠军施特兰德08与亚军TSB弗伦斯堡均无意升入北部地区联赛，基尔二队遂顶替参加了升级附加赛，并在接连战胜VfL奥尔登堡、布林库姆和条顿尼亚奥滕森后成功升级。2018-19赛季，维尔纳执教的球队在北部地区联赛名列第十，顺利保级。
2019年9月16日，原基尔一线队主教练安德烈·舒伯特因在六轮后率队仅积5分名列德乙第16而遭解雇，维尔纳再度接手，最初仍为临时主教练。但在接下来的四轮比赛取得6分后，他得以转正，并获得了一份期至2022年6月30日届满的合同。与此同时，维尔纳于2019年5月至2020年8月间在亨内夫体育学院的亨内斯·魏斯魏勒研究院完成了执业足球教练的培训课程，并取得欧洲足联教练执照。至2019-20赛季结束时，他率基尔以第11名的安全成绩完赛。
在2020-21赛季，基尔至第31轮过后仍排名第二，但因最后两场比赛的失利而错失直接升级。由于队内发生多起COVID-19感染病例而被要求隔离，使得球队自2021年4月下旬开始平均每三天必须参加一场补赛，其中包括在德国足协杯半决赛中以0比5惨败于最后的冠军普鲁士多特蒙德——尽管基尔人此前曾已淘汰三冠王的卫冕者拜仁慕尼黑。在升级附加赛不敌科隆后，基尔最终只能留在德乙。球队于2021-22赛季的开局不佳，在前七轮仅取得一胜而排在第15位；为此，执教基尔已两年的维尔纳被迫引咎辞职。
2021年11月下旬，维尔纳转投德乙竞争对手云达不来梅，接替辞职的马库斯·安方出任主教练，此时这支刚从德甲降级的球队在15轮过后仅积20分排名第十。维尔纳率领新东家立即取得了一波七连胜，积分直攀至积分榜次席。不来梅人保住了这一胜果，因此在赛季结束时仅以2分之差落后于冠军沙尔克04，得以直接重新升入德甲。